# Trzeciakowce (obwód brzeski)
Trzeciakowce (biał. Траццякоўцы; ros. Третьяковцы) – wieś na Białorusi, w obwodzie brzeskim, w rejonie lachowickim, w sielsowiecie Ostrów.

## Historia
W dwudziestoleciu międzywojennym leżały w Polsce, w województwie nowogródzkim, w powiecie baranowickim, w gminie Ostrów. W 1921 miejscowość liczyła 262 mieszkańców, zamieszkałych w 47 budynkach, w tym 170 Białorusinów i 92 Polaków. Wszyscy mieszkańcy byli wyznania prawosławnego.
Po II wojnie światowej w granicach Związku Sowieckiego. Od 1991 w niepodległej Białorusi.